# Bagdam
Bagdam espace lesbien, aussi appelé Bagdam Cafée ou simplement Bagdam, est une association lesbienne toulousaine proposant un lieu féministe lesbien non-mixte. Par métonymie, Bagdam, désigne aussi ce lieu.

## Histoire
Fin 1988, Brigitte Boucheron ouvre le Bagdam Cafée, « café convivial, culturel et politique lesbien et féministe »,,,. Ce café de femmes, premier et unique en France totalement non mixte, ferme après dix ans et est remplacé par Bagdam Espace Lesbien.
La fondation de Bagdam marque un tournant dans le milieu lesbien et féministe de Toulouse[source insuffisante] : après une dizaine d'années à avoir été essentiellement actif à la Maison des femmes de Toulouse, du début des années 1970 à 1982 et où ses participantes se définissaient comme « féministes lesbiennes » ou « femmes qui aiment les femmes », les membres de Bagdam se définissent avant tout comme « lesbiennes féministes ».

## Actions

### Printemps lesbien de Toulouse
En 1996, Brigitte Boucheron crée avec Jacqueline Julien, le Printemps lesbien de Toulouse, un festival culturel lesbien,.

### Colloques d'études lesbiennes
Au début des années 2000, Bagdam organise six colloques internationaux d'études lesbiennes : le premier, réalisé en 2000, porte sur les démarches identitaires, en particulier les rapports à l'espace et les (auto)censures, les perspectives queers et les codes lesbiens ; le second, de 2001, La grande dissidence et le grand effroi,  sur la non-mixité lesbienne et les réactions qu'elle provoque chez les hommes, de la violence entre lesbiennes, et des utopies lesbiennes en Europe ; le troisième, de 2002, Le Sexe sur le bout de la langue, de sexualité lesbienne, de rôles et d'identités de genre (notamment butch et fem) et de classes de sexe ; le quatrième, en 2004, Fureur et jubilation, de rapports politiques aux émotions et aux corps ; le cinquième, en 2006, Tout sur l'amour (sinon rien), du couple hétérosexuel, de l'amour lesbien et de la sororité militante ; enfin, le dernier, réalisé en 2009 conjointement au Festival des arts de Toulouse et intitulé l'Arme du rire, du rôle de l'humour dans la vie et le militantisme lesbien.

## Prises de positions

### Sur la transidentité
L'association est parfois, notamment au sein des milieux militants, soupçonnée de transphobie et de putophobie, et a été exclue de certains événements pour cette raison,. En effet, l'association tient des propos ambigus vis-à-vis des personnes trans dans certains de ses textes, où les hommes trans sont considérés comme « de plus sûre qualité » que les femmes trans ; et Brigitte Boucheron et Jacqueline Julien ont cosigné en 2022 une tribune dans le journal L'Humanité affirmant qu'un grand nombre de jeunes lesbiennes sont poussées à transitionner vers le genre masculin pour fuir l'homophobie et refusant l'usage du terme « femme » aux personnes trans s'identifiant comme telles.

### Opposition à la GPA
L'association est opposée à la gestation pour autrui.